# Баварська народна партія
Баварська народна партія (нім. Bayerische Volkspartei, BVP) — баварська гілка Партії Центру, яка відокремилася від решти партії в 1919 році, щоб проводити консервативніший, більш католицький, більш баварський регіоналістський курс.
Після придушення урядом Баварської Радянської Республіки, BVP брала участь в соціал-демократичному уряді Йоганеса Гофмана в Баварії. У 1919-1932 роках BVP залишилася з результатами виборів від 31,6 до 39,4% найбільшою партією в Баварії на чолі з Генріхом Гельдом, що очолював усі уряди Баварії в 1924-1933 роках. 
У другому турі німецьких президентських виборів 1925 року головними претендентами були Пауль фон Гінденбург і Вільгельм Маркс. Якби BVP або Комуністична партія (КПН), яка підтримувала Ернста Тельмана в другому турі, підтримали Маркса, то він став би президентом, а не фон Гінденбург (помер в 1934 році, і його місце зайняв Гітлер). На початку 1930-х років підйом нацистської партії не підірвав вплив BVP в тій же мірі, як і інші право-консервативні партії. Після захоплення влади націонал-соціалістами 10 квітня 1933 року уряд Баварії був повалений і заарештовано багато членів BVP.
Після Другої світової війни були створені Християнсько-соціальний союз (ХСС) і Баварська партія, які розглядаються як наступники BVP.

## Цікаві факти
- одним з засновників партії був батько майбутнього політичного лідера Баварії та ФРН Франца Йозефа Штрауса
- Генріх Гіммлер з 1919 до 1923 року був членом BVP.